# Chris Cole
James Chris Cole (Statesville, 10 marzo 1982) è uno skater statunitense.
I suoi sponsor sono:
- Zero skateboards
- DC skateboards
- Thunder Trucks
- G-Spot Skate and Snow.
- Spitfire wheels
- Mobgrip (non più)
- Monster Energy
- Planb Skateboards (2015)
- Fallen Footwear
- Remind Insoles
- GoPro
- Kershaw Knives
- Cult Wear
- Bones Bearings

Prima di approdare a ZERO, Chris militava nel Team Di Enjoi. Cole e sua moglie, Red, hanno avuto un figlio, Wyatt Christopher Cole l'11 aprile 2006.
- Nickname Demo o Chris Cobra Cole
- È arrivato secondo al Es Game Of Skate 2006, battuto da Alex Mizurov con uno switch backside 180 late back foot flip
- Cole e il Team Zero hanno battuto al KOTR team come Girl Skateboards, Toy Machine, Darkstar, Element, Flip, Habitat, Real, Almost, and Baker Skateboards.
- è arrivato primo all'ès Game of skate 2007
- è passato alla DC
- è passato alla Plan-B

## Videografia
- TransWorld The Reason (1998)
- TransWorld Feedback (1999)
- Oh My God! (2000)
- 411VM issue #40 (2000)
- TransWorld Videoradio (2001)
- Project of a Lifetime (2001)
- TransWorld In Bloom (2002)
- Zero Dying to Live (2002)
- Capital Crimes (2002)
- Thrasher Magazine King of the Road 2004, 2005, 2006
- Zero New Blood (2005)
- Hot Wax (2005)
- Wonder? (not yet released)
- Hot Wax 2 "Shred the Gnar" (not yet released)
- Fallen Ride The Sky (2008)
- Zero Strange World (2009)
- Thrasher Prevent this Tragedy (2010)

Cole compare come personaggio giocabile e affrontabile nella serie Skate di EA per ps3 e Xbox 360

## HighLights della Sua Vita dal 2004
- 2004 - Thrasher's King of the Road, Vince Con Il Team Zero.
- 2004 – Tampa Pro Best Trick – 1º Posto
- 2005 – Gravity Games – 1º Posto
- 2005 – First signature shoe (The Trooper) from Fallen
- 2005 – X Games 11 – 3º Posto
- 2005 – Thrasher's Skater of the Year
- 2005 – Thrasher's King of the Road winning team
- 2005 – Thrasher's King of the Road MVP
- 2005 – Goofy vs Regular contest MVP
- 2005 – Vans Downtown Showdown MVP
- 2005 – Hammers vs Bangers contest - 1º Posto
- 2006 – Global Assault contest - 4th place (Primo Posto a Ryan Scheckler)
- 2006 – 8th Annual Transworld Readers Choice Award Winner
- 2006 - X Games 12 – 1st posto
- 2006 - nell'éS game of skate, batte Jimmy Carlin, ma perde in una finale memorabile contro Alex Mizurov
- 2006 - Vincitore della Thrasher Magazines King of the Road tour, with sponsor Zero Skateboards for the third straight year
- 2007 - Second Skate Shoes (The Ripper) dalla Fallen
- 2007: Gold medal in Street, X Games
- 2007: Vincitore degli és Game of Skate
- 2008: 3º posto in Maloof Money Cup
- 2008: Cole e il Team Regular vincono Etnies "Goofy vs Regular"
- 2008: Vincitore degli és Game of Skate
- 2009: Vincitore di Back to the Berg
- 2009: Vincitore della Maloof Money Cup (US$100,000 prize money)
- 2009: Readers Choice Award from Transworld Skateboarding
- 2009: Vincitore del Dew Tour
- 2009: Battle Commander per TheBerrics.com
- 2009: Vincitore delle Battle at The Berrics 2
- 2009: Thrasher Skater of the Year (Cole è il secondo skater a vincere due volte, dopo Danny Way)
- 2010: 3º Posto signature shoe, "The Hi-Volt" (Fallen)
- 2010: Cole joins the Monster Energy team
- 2010: Vincitore della Maloof Money Cup in Queens, New York (US$100,000 prize money)
- 2010: Vincitore della Maloof Money Cup in Costa Mesa, California (US$100,000 prize money)
- 2010: Vincitore del 14th Annual Johnny Romano Skate Jam for Make A Wish, Best Trick (US$2,000.00 prize money)
- 2010: 2º posto in Street League Skateboarding, Las Vegas, Nevada.
- 2010: Cole joins the Stance Team
- 2011: Cole è passato alla DC Shoes' new professional
- 2011: Cole releases his inaugural DC shoe, the Chris Cole S
- 2011: Cole starts Omit Apparel clothing label
- 2011: 6º Posto Street League Seattle
- 2011: 1º Posto Wonka Free Ride Street League Seattle
- 2011: 2º Posto Street League Kansas City
- 2011: 1º Posto Wonka Free Ride Street League Kansas City
- 2011: 3º Posto Street League Glendale
- 2011: 1º Posto Wonka Free Ride Street League Glendale
- 2011: 3º Posto Street League Newark
- 2011: 2º Posto Wonka Free Ride Street League Newark
- 2012: 2º Posto Street League Glendale
- 2012: 1º Posto Street League Glendale Chevi Overdrive
- 2012: 1º Posto al Copenaghen Pro contest
- 2012: 2º Posto alla Street League Newark, New Jersey
- 2013: 1º Posto alla Street League Munich, Germany
- 2013: 1º Posto alla Street League Super Crown Championship
- 2014: Cole lascia la Zero e Mob Grip